# Houssam Qaraqirah
Houssam Qaraqirah est un chef religieux et un homme politique libanais.
Il a été élu en 1995 à la tête de l'Association des Projets de Bienfaisance Islamiques' au Liban, à la suite de l'assassinat de son prédécesseur, Cheikh Nizar Halabi.
Sous sa direction, les Habachis prendront la tête de plusieurs manifestations à Beyrouth fin 2000 et en 2001.